# Thecla calena
Thecla calena är en fjärilsart som beskrevs av William Chapman Hewitson 1877. Thecla calena ingår i släktet Thecla och familjen juvelvingar. Inga underarter finns listade i Catalogue of Life.